# Независимая аналитика
Независимая аналитика — вид финансовой аналитики, которая, в отличие от аналитики инвестиционных компаний и/или брокеров, выпускается аналитическими агентствами, не являющимися аффилированными лицами брокеров и инвестиционных компаний.
В большинстве стран мира участники финансового рынка предоставляют своим клиентам финансовую аналитику бесплатно, включая расходы на неё, как правило, в комиссионное вознаграждение. Создаётся ситуация, при которой производителем финансовой аналитики выступает сторона, заинтересованная в той или иной оценке (ценных бумаг), отражаемой в подготовленном аналитическом материале. Считается, что в любом банке или брокерской компании между аналитическим отделом и продающим подразделением проходит чёткий водораздел, позволяющий первому действовать полностью самостоятельно и независимо. На практике зачастую складывается обратная ситуация.
Таким образом, основными предпосылками появления независимой аналитики было растущее недоверие инвесторов к аналитике, выпускаемой штатными подразделениями инвестиционных банков и брокеров, а также понимание необходимости регулирования ситуации на законодательном уровне.
Независимые аналитические агентства берут на себя поддерживающую рынок роль и выпускают исследования по акциям компаний, валютному рынку, деривативам, вкладам, ПИФам, товарным рынкам, частным инвестициям. Большинство агентств выпускает еженедельный обзор модельных портфелей, ежедневные обзоры рынка, отраслевые обзоры.

## Финансирование
Источником финансирования для независимых аналитических агентств являются комиссионные отчисления, которые уплачивают инвестиционные банки и брокеры. При этом Euro IRP (Европейская Ассоциация Независимых Аналитических Агентств) приводит следующие рекомендации:
- Оплата за исследование должна осуществляться в срочном порядке в виде комиссионных отчислений согласно рекомендациям SEC, при этом инвестиционные банки и их менеджеры не должны иметь возможности влиять на её размер;
- Размер комиссии ни в коем случае не должен зависеть от содержания исследования;
- Должна быть обеспечена прозрачность ценообразования, что позволит избежать каких-либо дополнительных факторов, влияющих на размер комиссии.

Важной областью, в которой нередко происходит конфликт интересов, является проведение IPO, во время которого андеррайтеры довольно часто не предоставляют доступа к информации о компании, находящейся на пороге официального листинга, для экспертов, исследователей и аналитиков со стороны. В прошлом имели место случаи, когда аналитики инвестиционных банков обвинялись в необоснованно или излишне оптимистичных прогнозах, после чего регуляторы приняли меры для предотвращения подобных эксцессов. Однако сами по себе эти меры не являются заменой объективного беспристрастного исследования.

## Историческая справка
Институт независимой аналитики берёт своё начало в 2003 году. После того, как лопнул пузырь доткомов, в США был принят закон о разделении комиссий (Commission Sharing Agreements, Client Commission Arrangements), согласно которому брокеры обязаны предоставлять своим клиентам аналитику независимых агентств наряду с собственной.

## Развитые финансовые рынки
Источником дохода для независимых аналитических агентств является продажа ленты аналитических материалов брокерам, которые предоставляют её своим клиентам. Для брокеров этот шаг несёт в том числе и имиджевую функцию, поэтому нередки случаи, когда брокер транслирует своим клиентам аналитику двух и более независимых аналитических агентств, желая подчеркнуть своё отношение к клиенту.
Одновременно независимые аналитические агентства проводят для институциональных клиентов исследования на заказ.
На сегодняшний день рынок независимой аналитики в США составляет порядка $1,5 млрд. При этом доля отчислений независимым аналитическим агентствам в составе всех комиссий постоянно растёт.

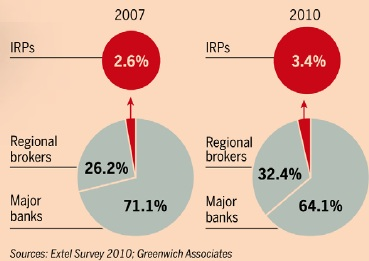
доля независимый аналитических агентств в брокерских комиссиях

На азиатских рынках, например в Шанхае или Малайзии, предусмотрен коллективный заказ аналитического покрытия для малоизвестных компаний-эмитентов, который производится регулятором (как правило, биржей) у независимого аналитического агентства.
В исследовании Thomson Reuters Extel в числе 250 ведущих аналитических команд упомянуто 37 независимых аналитических агентств (2010).